# نوع رسانه
نوع رسانه (به انگلیسی: media type) یک مشخصهٔ دو بخشی برای «فرمت» و «محتوای فرمت» یک فایل اینترنتی می‌باشد. این طبقه‌های فرمت توسط «متصدی انتساب اعداد در اینترنت» (ایانا) استانداردسازی و منتشر می‌گردند. قبلاً به «نوع رسانه» نوع MIME گفته می‌شده‌است.

## روش نامگذاری در «نوع رسانه»
«نوع رسانه» شامل یک «نوع» و یک «زیر نوع» است، که در یک ساختار درختی قرار دارند. یک «نوع رسانه» علاوه بر این دو قسمت اصلی، می‌تواند شامل پسوند و پارامترهای اضافه نیز باشد.

در زیر یک «نوع رسانه» در یک عبارت باقاعده تعریف شده‌است:
```
type "/" [tree "."] subtype ["+" suffix] *[";" parameter]

```

### قسمت نوع
«نوع» هایی که هم‌اکنون قابل استفاده اند و در ایانا ثبت شده‌اند، شامل این موارد می‌شوند:
```
application, audio, example, font, image, message, model, multipart, text and video

```

### قسمت زیرنوع
قسمت «زیرنوع» معمولاً شامل «فرمت رسانه» است، اما می‌تواند شامل پشوند، تولیدکننده، پسوند براساس قواعد درخت ثبت باشد.
همهٔ «نوع رسانه» ها باید در فرایندهای «ایانا» ثبت گردند. برای انعطاف‌پذیری و موثربودن بیشتر در ثبت «نوع رسانه» ساختارهای مختلف «زیرنوع» دارای پیشوند می‌باشند:
- استاندارد: بدون پیشوند
- فروشنده: پیشوند.vnd
- خصوصی: پیشوند .prs
- ثبت نشده: پیشوند .x

نوع، زیرنوع و اسامی پارامترها حساس به حالت (بزرگ و کوچک بودن) نیستند، اما مقادیر پارامترها حساس به حالت می‌باشند.

## کاربردها
- در اصل «نوع رسانه» برای اشاره به نوع محتوی پیام ایمیل و پیوست‌های آن ساخته شده‌است، و از این رو قبلاً «گسترش چند منظوره ایمیل اینترنتی» (MIME) نام داشت.
- «نوع رسانه» در پروتکل‌های اینترنتی مثل HTTP استفاده می‌شود.
- فرمت فایل اسناد مثل HTML دارای «نوع رسانه» می‌باشند.[۱]

## مثال
- برای یک فایل HTML می‌توان این «نوع رسانه» را منتسب کرد:[۱]

```
text/html; charset=UTF-8

```

در این مثال،
- text یک «نوع» می‌باشد،
- html یک «زیرنوع» است،
- و charset=UTF-8 یک پارامتر اختیاری است که نشان دهندهٔ نوع کدبندی نوشته‌ها می‌باشد.

مثال زیر برای تعیین زیرنوع توسط فروشندهٔ «ماکروسافت اکسل» می‌باشد:
```
application/vnd.ms-excel

```

- در زیر چندین مثال دیگر از «نوع رسانه» که معمول می‌باشند آمده‌است:[۱]

```
application/javascript
application/json
application/x-www-form-urlencoded
application/xml
application/zip
application/pdf
application/sql
application/graphql
application/ld+json
application/msword (.doc)
application/vnd.openxmlformats-officedocument.wordprocessingml.document(.docx)
application/vnd.ms-excel (.xls)
application/vnd.openxmlformats-officedocument.spreadsheetml.sheet (.xlsx)
application/vnd.ms-powerpoint (.ppt)
application/vnd.openxmlformats-officedocument.presentationml.presentation (.pptx)
application/vnd.oasis.opendocument.text (.odt)
application/zstd (.zst)
audio/mpeg
audio/ogg
multipart/form-data
text/css
text/html
text/xml
text/csv
text/plain
image/png
image/jpeg
image/gif
application/vnd.api+json

```